# Prahova Ploiești
Prahova Ploiești war ein rumänischer Fußballverein aus Ploiești. Er wurde zweimal rumänischer Fußballmeister.

## Geschichte
Prahova Ploiești wurde im Jahr 1909 als FC United Ploiești von amerikanischen und holländischen Arbeitern der Erdölraffinerien in Ploiești gegründet. Erst 1911 schlossen sich erste rumänische Spieler dem Verein an. In der Saison 1911/12 gewann United die Cupa Alexandru Bellio, die später als rumänische Fußballmeisterschaft gewertet wurde. Bemerkenswert dabei ist, dass United zum Spiel gegen Olympia Bukarest nur mit neun Spielern antreten konnte, da es den anderen von ihren Eltern verboten worden war, nach Bukarest zu reisen.
Zu Beginn des Jahres 1914 verließen die Ausländer das Land oder schlossen sich dem neu gegründeten Verein Societatea Româno-Americană București an. United benannte sich daraufhin in Prahova Ploiești um. In der Saison 1915/16 gewann Prahova die Cupa Jean Luca P. Niculescu, die später ebenfalls als rumänische Fußballmeisterschaft gewertet wurde, profitierte dabei aber von den Kriegsvorbereitungen in Rumänien, woraufhin die Bukarester Vereine nicht in Ploiești antreten konnten.
Nach dem Ersten Weltkrieg spielte Prahova nur noch eine untergeordnete Rolle und musste sich mit Spielen in der Divizia B und der Divizia C begnügen. Lediglich in der Saison 1946/47 spielte der Verein in der Divizia A. 1947 fusionierte Prahova mit Concordia Ploiești und änderte in der Folgezeit häufig seinen Namen. Über Partizanul (1950), Flacăra (1951) und Flacăra 1 Mai (1955) kam es zu Energia 1 Mai (1956). In der Saison 1962/63 wurde Energia aufgrund von illegalen Methoden in die unteren Spielklassen strafversetzt. Nach einer Umbenennung in Prahova CSU (1984) kam es 1999 zu seinem Namen Argus Prahova und wurde im Jahr 2000 aufgelöst.